# Drosophila procardinoides
Drosophila procardinoides är en tvåvingeart som beskrevs av Frydenberg 1956. Drosophila procardinoides ingår i släktet Drosophila och familjen daggflugor.
Artens utbredningsområde är Bolivia och Peru.